# Воля-Вонґродзька
Воля-Вонґродзька (пол. Wola Wągrodzka) — село в Польщі, у гміні Пражмув Пясечинського повіту Мазовецького воєводства.
Населення — 157 осіб (2011).
У 1975-1998 роках село належало до Варшавського воєводства.

## Демографія
Демографічна структура станом на 31 березня 2011 року:
|          | Загалом | Допрацездатний вік | Працездатний вік | Постпрацездатний вік |
| -------- | ------- | ------------------ | ---------------- | -------------------- |
| Чоловіки | 75      | 19                 | 50               | 6                    |
| Жінки    | 82      | 20                 | 48               | 14                   |
| Разом    | 157     | 39                 | 98               | 20                   |